# Sissi Jarz
Sissi Jarz (* 29. Oktober 1980) ist eine ehemalige österreichische Voltigiererin.

## Werdegang
Sie begann 1993 mit dem Wettkampfsport und war erfolgreich in der Disziplin Damen-Einzel. Im Frühjahr 2009 gab sie bekannt, ihre Aktivenkarriere im Voltigiersport zu beenden.
Jarz wurde 2007 Europameisterin und 2008 Vize-Weltmeisterin im Damen-Einzel. Eine 2006 bei den Weltreiterspielen errungene Bronzemedaille hatte die juristische Kommission der International Federation of Equestrian Sports (FEI) Sissi Jarz 2007 nachträglich aberkannt, nachdem bei ihrem Pferd Escudo Fox in der Dopingprobe unerlaubte Substanzen festgestellt worden waren. 2007 gewann Jarz den CHIO Aachen.

## Erfolge
Weltmeisterschaften
- Silber: 2008

Europameisterschaften
- Gold: 2007
- Bronze: 2005[3]

Österreichische Staatsmeisterschaften
- Gold: 1999, 2005, 2006, 2007[4]

## Auszeichnungen
- 2010: Silbernes Ehrenzeichen für Verdienste um die Republik Österreich[5]